# Gnetum hainanense
Gnetum hainanense là một loài thực vật hạt trần trong họ Gnetaceae. Loài này được C.Y.Cheng ex L.K.Fu, Y.F.Yu & M.G.Gilbert mô tả khoa học đầu tiên năm 1999.